# Мале святе сімейство
«Мале святе сімейство» — картина, виконана в майстерні італійського художника доби Відродження Рафаеля, відома як робота Рафаеля. Зображує Діву Марію з Христом і святу Єлизавету із дитям Іоанном Хрестителем в ландшафті. Вважається роботою Джуліо Романо.
Картина названа «малою» в Луврі, щоб відрізнити від «великої» — «Святого сімейства Франциска I», яка також зберігається в цьому музеї.

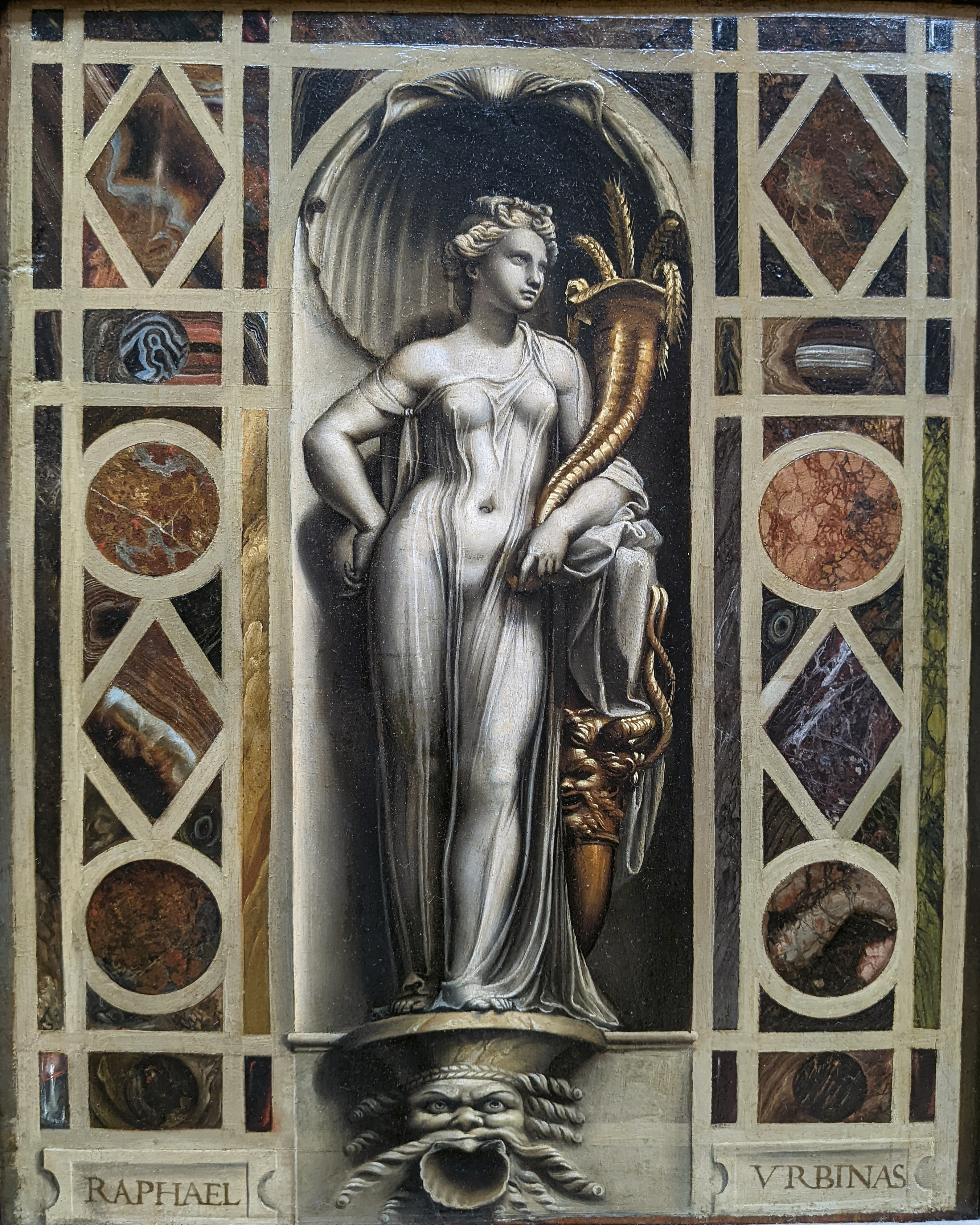
«Церера»

Згідно з традицією, записаною в XVII столітті французьким хроністом Андре Фелібьєном (фр. André Félibien), картини «Мале святе сімейство» і «Церера», нібито були подаровані Рафаелем в 1519 році Адрієну Гуффьєру (фр. Adrien Gouffier de Boissy), легату папи Льва Х у Франції, як винагороду за сприяння його інтересам у відносинах з королем Франції. 
Тепер прийнято вважати, що обидві картини і підготовчий малюнок, який знаходиться у Віндзорському замку (Королівська колекція), були виконані Джуліо Романо.